# Брабазон, Реджинальд ле Норманд, 13-й граф Мит
Бригадный генерал Реджинальд ле Норман Брабазон, 13-й граф Мит (англ. Reginald Le Normand Brabazon, 13th Earl of Meath; 24 ноября 1869 — 10 марта 1949) — англо-ирландский пэр и военный. Он был известен как лорд Арди с 1887 по 1929 год.

## Происхождение и образование
Родился 24 ноября 1869 года. Старший сын Реджинальда Брабазона, 12-го графа Мита (1841—1929), и леди Мэри Джейн Мейтленд (1847—1918). Он получил образование в Веллингтонском колледже (Кроуторн, графство Беркшир) и в Королевском военном колледже в Сандхерсте (графство Беркшир).

## Карьера
В 1889 году Реджинальд Брабазон был зачислен в гренадерскую гвардию. Он служил во Второй англо-бурской войне с 1899 по 1902 год и был награжден королевской медалью с тремя застежками и королевской медалью с двумя застежками. Он участвовал в Первой мировой войне и был отравлен газом в 1918 году, когда командовал 4-й гвардейской бригадой. По окончании службы ему было присвоено звание бригадного генерала.
Другим его призванием было садоводство, и действительно, сады в Киллруддери-хаусе, семейном поместье Мит, теперь занимают более высокое место в туристических книгах, чем сам дом.
Он награжден Орденом Бани в 1915 году и Орденом Британской империи в 1919 году. Заместитель лейтенанта графства Уиклоу.
11 октября 1929 года после смерти своего отца Реджинальд ле Норманд Брабазон унаследовал титулы 13-го графа Мита (Пэрство Ирландии), 14-го барона Арди из графства Лаут (Пэрство Ирландии) и 4-го барона Чауорта из Итон-Холла в графстве Херефордшир (Пэрство Соединённого королевства), став членом Палаты лордов Великобритании.
Лорд Мит скончался 10 марта 1949 года в возрасте 79 лет в Киллруддери, графство Уиклоу, Ирландия.

## Семья
12 февраля 1908 года Реджинальд ле Норманд Брабазон женился на леди Эйлин Мэй Уиндем-Куин (9 апреля 1873 — 25 февраля 1962), дочери Уиндема Томаса Уиндем-Куина, 4-го графа Данрейвена из Маунт-Эрла, и Флоренс Элизабет Керр. У супругов было трое детей:
- Леди Морин Маргарет Брабазон (14 ноября 1908 — 2 апреля 1980)[1], в 1950 году она вышла замуж за Достопочтенного Лоуренса Пола Метьюэна, сына фельдмаршала Пола Стэнфорда Метьюэна, 3-го барона Метьюэна из Коршама, от брака с котоырм у неё была одна дочь.
- Майор Энтони Уиндем Норманд Брабазон, 14-й граф Мит (3 ноября 1910 — 19 декабря 1998)[1]
- Леди Мериэл Эйлин Брабазон (23 января 1913 — 16 марта 2002)[1], в 1947 году она вышла замуж за Эрнеста Джеральда Ховарта, от брака с которым у неё было четверо детей.